# الهلال الرياضي التونسي
الهلال الرياضي التونسي (بالفرنسية: Al Hilal sports de Tunis)‏، هو نادي نسائي تونسي متعدد الاختصاصات في تونس العاصمة وله عدة فروع أبرزها كرة الطائرة وكرة السلة وكرة اليد و يتنافس فيها ضمن البطولات المحلية، إضافة إلى تمثيل تونس في المنافسات القارية والدولية.

## سجل ألقاب النادي
كرة الطائرة :
- بطولة الطائرة للسيدات  ★ (13) :

1966، 1967، 1988، 1989، 1992، 1995، 1996، 1997، 2000، 2001، 2002، 2005، 2007.
- كأس الطائرة للسيدات  ★ (14) :

1966، 1967، 1968، 1986، 1992، 1993، 1994، 1995، 1996، 1998، 1999، 2001، 2008، 2007.
- كأس السوبر للطائرة للسيدات  (1) : 2008.

كرة السلة :
- بطولة السلة للسيدات  (4) :

1990، 1993، 1995، 1996.
- كأس السلة للسيدات  (3) :

1990، 1992، 1993.
الألقاب الخارجية
- البطولة العربية للأندية البطلة لكرة السلة للسيدات  (1) : 1993.

♦ الدور النهائي  (2) :
1995، 1997.